# Uitvaartmuziek
Uitvaartmuziek is muziek die gespeeld wordt bij begrafenissen en crematies als onderdeel van het afscheidsritueel.

## België
In België zijn er invloeden vanuit de katholieke traditie. De muziekkeuze in Vlaanderen is verschoven van meer algemene religieus getinte klassieke muziek naar populaire muziek met een persoonlijk eigen karakter.

## Nederland
Nederland kent van oudsher de invloed van de christelijke kerktradities waarbij de protestantse uitvaarten vaak een wat zwaarder muziekaccent kenden dan de rooms-katholieke kerk, waarbij deze laatste met name de mogelijkheden om muziekdragers met populaire muziek te gebruiken tijdens katholieke uitvaartdiensten sinds het einde van de Tweede Beeldenstorm probeert in te perken, soms zelfs verbieden en alleen levende of religieuze muziek toestaan in de parochiekerken bij de mis.
Andere levensbeschouwingen en nieuwe uitvaartrituelen bieden nieuwe, moderne en vrijere invullingen van uitvaarten en keuze voor uitvaartmuziek.
In 2015 is het meest gedraaide nummer Time to Say Goodbye van Andrea Bocelli & Sarah Brightman. Dit wordt getoond bij de zogenaamde Uitvaartmuziek Top 50, samengesteld door uitvaartverzekeraar Dela.

## Religieuze muziek

### Latijn (selectie)
- Requiem
- Ave Maria
- Ave Verum
- In paradisum

### Nederlandstalig (selectie)
- Psalm 23 - De Heer is mijn herder
- Psalm 62, vers 9b - God is ons een schuilplaats
- Blijf mij nabij
- Rust mijn ziel, uw God is Koning
- Wat de toekomst brengen moge
- Vaste rots van mijn behoud
- Veilig in Jezus' armen
- U zij de glorie (À toi la gloire)

## Klassieke muziek (selectie)
- Ich habe genug, BWV 82 van Johann Sebastian Bach
- Ave Maria van Vladimir Vavilov (toegeschreven aan Giulio Caccini)
- Siegfried's Funeral March van Richard Wagner

## Filmmuziek
- Once Upon A Time in the West van Ennio Morricone
- On Earth As It Is in Heaven (uit The Mission van Ennio Morricone)
- For the Love of a Princess (uit Braveheart van James Horner)
- The Breaking of the Fellowship / "In Dreams" (uit The Lord of the Rings: The Fellowship of the Ring van Howard Shore)

## Engelstalige populaire muziek (selectie)
- Alan Parsons Project - Old and Wise
- Anouk - Lost en One Word
- Louis Armstrong - What a Wonderful World
- James Blunt - Goodbye My Lover
- Andrea Bocelli en Sarah Brightman - Time To Say Goodbye
- Vicki Brown - Stay with Me 'til the Morning
- Mariah Carey - Butterfly
- City To City - The Road Ahead
- Eric Clapton - Tears in Heaven
- Phil Collins - Against All Odds
- Randy Crawford - One Day I'll Fly Away
- Celine Dion - Fly en The Power of Love
- Guns N'Roses - November Rain
- Gloria Gaynor - I Will Survive
- Huey Lewis and the News - The Power Of Love
- Elton John - Candle in the Wind
- Kansas - Dust in the Wind
- Led Zeppelin - Stairway to Heaven
- Vera Lynn - We'll Meet Again
- Metallica - Nothing Else Matters
- Bette Midler - The Rose
- Dire Straits - Private Investigations, Brothers in Arms
- Moby - Go
- Van Morrison - Have I Told You Lately
- Nana Mouskouri - Stay with Me 'til the Morning
- Ozzy Osbourne - No More Tears
- Pink Floyd - Wish You Were Here
- Puff Daddy - I'll Be Missing You
- Queen - You Take My Breath Away en Who Wants to Live Forever
- R.E.M. - Everybody Hurts
- Demis Roussos - Goodbye My Love Goodbye
- Simon & Garfunkel - The Sound of Silence
- Frank Sinatra - My Way
- U2 - One
- Vangelis - Message
- Westlife - I'll See You Again en Too Hard to Say Goodbye
- Robbie Williams - Angels

## Franstalige populaire muziek (selectie)
- Édith Piaf - Non, je ne regrette rien

## Nederlandstalige populaire muziek (selectie)
- Frans Bauer - 'n trein naar Niemandsland
- Frank Boeijen - Zeg me dat het niet zo is
- Brainpower - Je moest waarschijnlijk gaan
- Karin Bloemen - Geen kind meer
- Marco Borsato - Afscheid nemen bestaat niet, Voor altijd, Waarom nou jij, Het water en Opa
- Stef Bos - Papa
- Clouseau - Afscheid van een vriend en Altijd heb ik je lief
- Grad Damen - De strijd bij het verlies van een kind en Ongelijke strijd
- Wim Del Monte - Vaarwel pappa
- André Hazes - De vlieger
- Max Jens - Mooi maar ten einde
- Freek de Jonge - Leven na de dood
- Paul de Leeuw - De steen
- Guus Meeuwis - De weg en Haven in zicht
- Rob de Nijs - Alles wat ademt en Zo zal het zijn
- Maaike Ouboter - Dat ik je mis
- Wim Sonneveld - Het dorp
- De Stem des Volks - Morgenrood
- The Sweet People - En de vogels zongen
- Mieke Telkamp - Waarheen, waarvoor
- Rowwen Hèze - De neus omhoeg
- André van Duin - Voor altijd